# Jardinier prince-régent
Sericulus chrysocephalus
Espèce
Statut de conservation UICN

 LC  : Préoccupation mineure
Le Jardinier prince-régent (Sericulus chrysocephalus) est une espèce de passereaux appartenant à la famille des Ptilonorhynchidae. C'est une espèce monotypique.

## Distribution

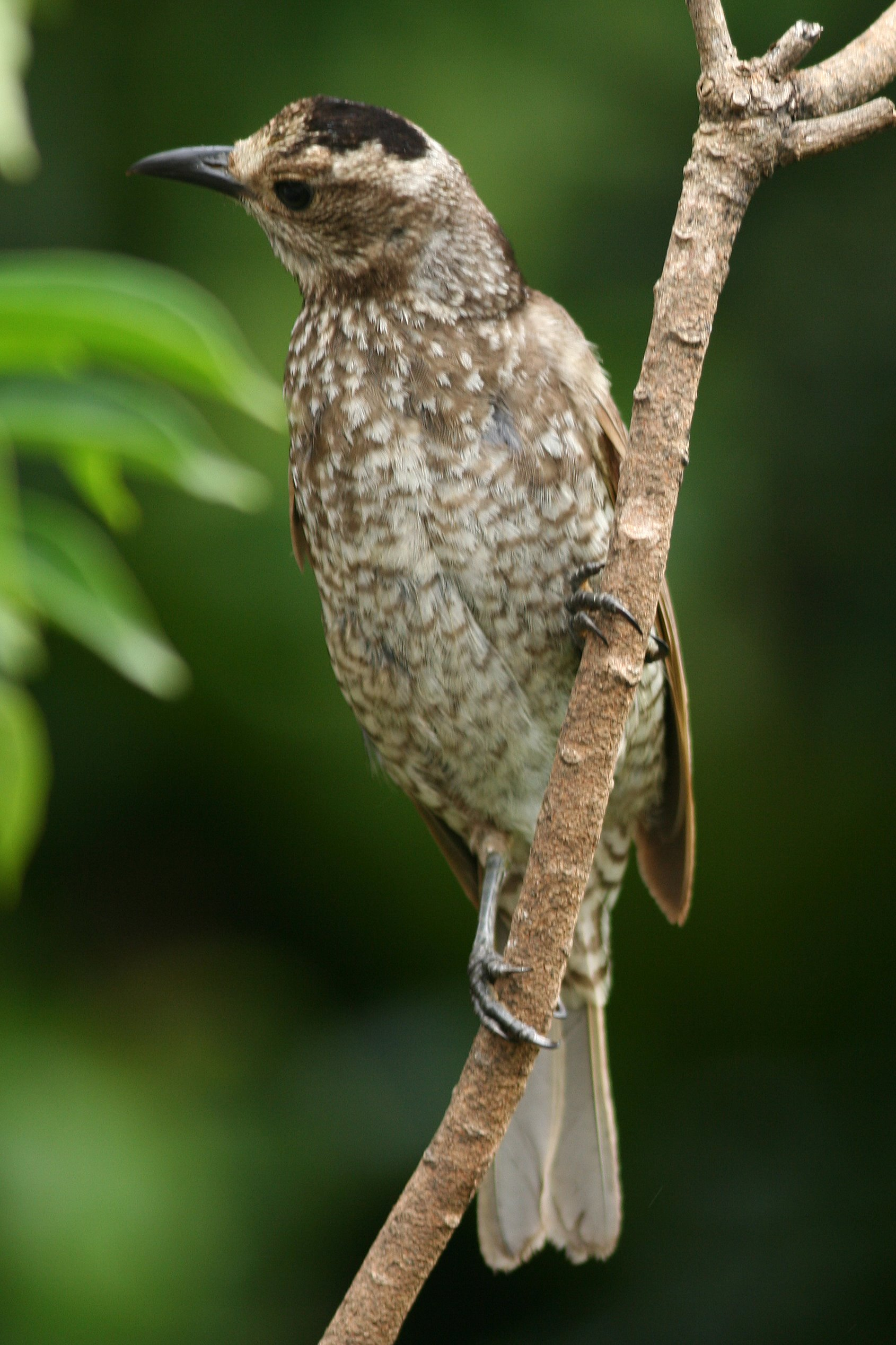
Sericulus chrysocephalus, femelle

En deux poches isolées sur la frange côtière de l’est de l’Australie. L’une limitée, au nord, à la région d’Atherton (de l’aire de Thornton et du mont Windsor aux sites de Paluma et Seaview), l’autre, au sud, des environs de Rockhampton à la périphérie de Sydney (Ottaviani 2014).

## Habitat
Le jardinier prince-régent est inféodé à la forêt pluviale subtropicale associée à des boisements plus secs et à des milieux plus ouverts comme des zones cultivées et même des jardins de villes, entre 0 et 900 m d’altitude. Les berceaux sont construits dans le sous-bois en terrain plat ou légèrement incliné, à proximité immédiate du fouillis végétal des vignes grimpantes qui semble lui apporter une certaine protection (Frith & Frith 2009).

## Alimentation
Elle consiste essentiellement en fruits avec un complément de fleurs (bourgeons, pétales, nectar), de graines, de feuilles et d’insectes. L’alimentation des jeunes au nid comporte principalement des insectes (Frith & Frith 2009).

## Voix
A l’extérieur du berceau, c’est l’espèce la moins vocale de la famille. En parade nuptiale, le mâle émet des notes âpres et grinçantes, et un chant en sourdine composé d’imitations de cris et de chants d’autres espèces d’oiseaux (Frith & Frith 2009).

## Construction du berceau
Le mâle construit un berceau en élevant deux parois latérales de brindilles plus ou moins recourbées, plantées dans le sol, diversement entrecroisées et dont la base constitue le plancher. Le mâle dispose sur le plancher des coquilles d’escargots de cinq ou six espèces, plusieurs variétés de baies bleues, rouges ou noires, quelques feuilles fraîches et de jeunes pousses de couleur rosée. Il prépare ensuite une mixture végétale qu’il mélange dans son bec avec de la salive. Puis, il saisit, en guise de pinceau, un morceau de tige végétale et dépose la peinture ainsi obtenue sur les brindilles intérieures. Il peut trouver son « pinceau » sur le plancher même du berceau ou aller le chercher plus loin. Cette substance, en séchant, devient dure et jaunâtre, et maintient les rameaux entre eux comme de la colle. La peinture provient d’une mixture de pulpe de fruits et de feuilles (Ottaviani 2014).

## Parade nuptiale
La plupart des parades nuptiales et des accouplements ont lieu après qu’une femelle arrive au berceau escortée par le mâle propriétaire. Les femelles passent plus de temps près des constructions bien confectionnées et bien décorées. Les mâles paradent principalement à leur berceau et le font quelquefois dans les arbres mais les parades arboricoles sont moins intenses et comportent moins de postures nuptiales. Un chant en sourdine imitant les vocalises d’autres oiseaux est émis tout au long de la parade. En parade nuptiale, le mâle se place initialement à une entrée de son berceau dans une attitude érigée tout en fixant la femelle perchée un peu plus haut dans les branches et en émettant son chant doux et grave. Quand la femelle s’approche du berceau, il sursaute en reculant de 20 à 50 cm puis il se perche un peu au-dessus ou se tient à nouveau à l’entrée, face à elle, tout en continuant à chanter alors qu’elle s’approche, parfois en picorant des décorations (Ottaviani 2014).

## Nidification
La même femelle peut nicher au même endroit à différentes saisons. Le nid est généralement bien dissimulé vers la cime d’un arbre ou d’un buisson dense à une hauteur moyenne de huit mètres (entre 2 et 31 m). Il consiste en une coupe de rameaux lâchement entrelacés et tapissée intérieurement de plus fines brindilles avec, occasionnellement, quelques feuilles. Sa construction dure une à deux semaines. Il contient entre un et trois œufs crème-jaunâtre ou crème-verdâtre marbrés, vermiculés et tachetés de brun-rouge et de brun-olive. La ponte compte généralement deux œufs (84% sur 128 pontes). Il peut être situé à 20 m d’un berceau actif. En captivité, l’incubation dure de 17 à 21 jours et l’élevage des jeunes au nid, 17 jours. Les jeunes sont nourris de fruits et d’insectes. En cas d’échec d’une couvée, il existe une ponte de remplacement mais rien ne prouve qu’il existe deux nichées régulières dans la même saison (Frith & Frith 2009).

## Statut, conservation
L’espèce était autrefois commune à la périphérie de Sydney mais la zone des rivières Gosford et Hawksbury représente maintenant la limite méridionale de son aire de distribution. Elle était également plus abondante le long de la côte est mais sa répartition est maintenant fragmentée. Elle subsiste dans ces lambeaux forestiers où elle peut d’ailleurs être commune dans de plus vastes boisements. Les effectifs semblent stables de nos jours (Frith & Frith 2009). L’espèce n’est pas considérée comme globalement menacée, même plutôt commune à travers son aire et donc listée en « préoccupation mineure » (BirdLife International 2013).